# نمونه زیست‌شناختی

نمونه‌های زیست‌شناختی در آزمایشگاه علوم مدرسه ابتدایی

یک نمونه زیست‌شناختی (به انگلیسی: Biological specimen) (و همچنین به نام نمونه زیستی Biospecimen) یک نمونه آزمایشگاهی زیست‌شناختی است که توسط یک مخزن زیستی برای پژوهش نگهداری می‌شود. چنین نمونه‌ای با نمونه‌برداری گرفته می‌شود تا نماینده هر نمونه دیگری باشد که از منبع نمونه گرفته شده‌است. وقتی نمونه‌های زیست‌شناختی ذخیره می‌شوند، در حالت ایده‌آل، معادل نمونه‌های تازه جمع‌آوری‌شده برای اهداف تحقیق باقی می‌مانند.
نمونه‌های زیست‌شناختی انسانی در نوعی مخزن زیستی به نام بیوبانک ذخیره می‌شوند و علم نگهداری از نمونه‌های زیست‌شناختی بیشتر در زمینه بانک‌های زیستی فعال است.
بسیاری از نمونه‌های موجود در بانک‌های زیستی منجمد می‌شوند. دیگر نمونه‌ها به روش‌های دیگری ذخیره می‌شوند.
برخی از تکنیک‌های آزمایشگاهی مرتبط با ذخیره‌سازی نمونه‌های زیست‌شناختی شامل استخراج فنل-کلروفرم، PCR و RFLP هستند.